# Bv 206
Bandvagn 206 (BV-206 «Лось») — двухзвенный гусеничный вездеход, разработанный в 1974 году шведской фирмой Haegglunds (теперь являющейся частью британской компании BAE Systems). Фирма выиграла государственный тендер на право разработки и серийного производства лёгкого сочленённого вездехода с активным прицепом, предназначенного для нужд армии, патрульных подразделений и спасательных служб. Машина получилась настолько удачной, что быстро получила распространение по всей Скандинавии, а позже стала поставляться в США, Канаду и даже в Китай. Было выпущено более 11 000 вездеходов, используемых более чем в 37 странах по всему миру.
BV-206 относится к небольшим транспортным средствам с прицепами (SUSV), называемыми «susvee» в специальных службах США. Военные модели США включают и вариант скорой помощи, плоскостное грузовое транспортное средство, вариант центра по тактическим операциям и стандартную модель.
Военные модели США оборудованы 6-цилиндровым дизельным двигателем Mercedes и противопожарной системой с 1997 года, установленной из-за нескольких случаев полного сгорания передней машины.
Также этими машинами пользуются американские и австралийские исследовательские организации.

## Описание конструкции
Вездеход состоит из двух секций и при передвижении задействует все четыре гусеничных трака. Его вместимость составляет до 17 человек, хотя его грузовая часть может использоваться для различных нужд. Как и его предшественник, Volvo BV 202, BV-206 предназначен для перевозки войск и оборудования через заснеженные территории и болотистую местность на севере Швеции. Низкое давление на грунт позволяет BV-206 справляться с широким диапазоном сложных условий. Это полностью приспособленный к передвижению в воде вездеход, скорость на воде достигает 4,7 км/ч.
Грузоподъёмность вездехода составляет 2250 кг. Также к нему, позади второй секции, может быть прикреплён дополнительный прицеп общей грузоподъёмностью 2500 кг.

## Варианты

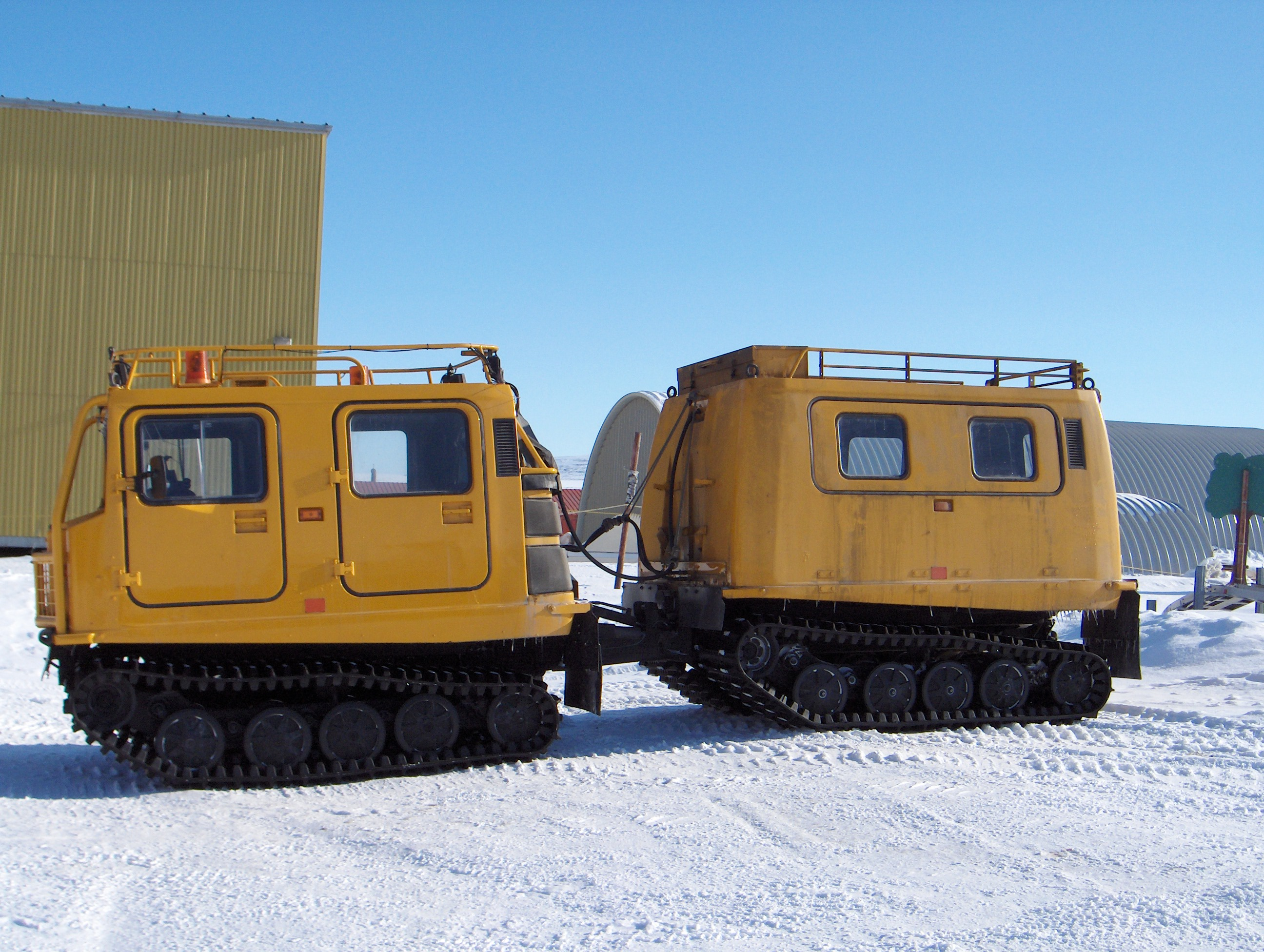
BV 206

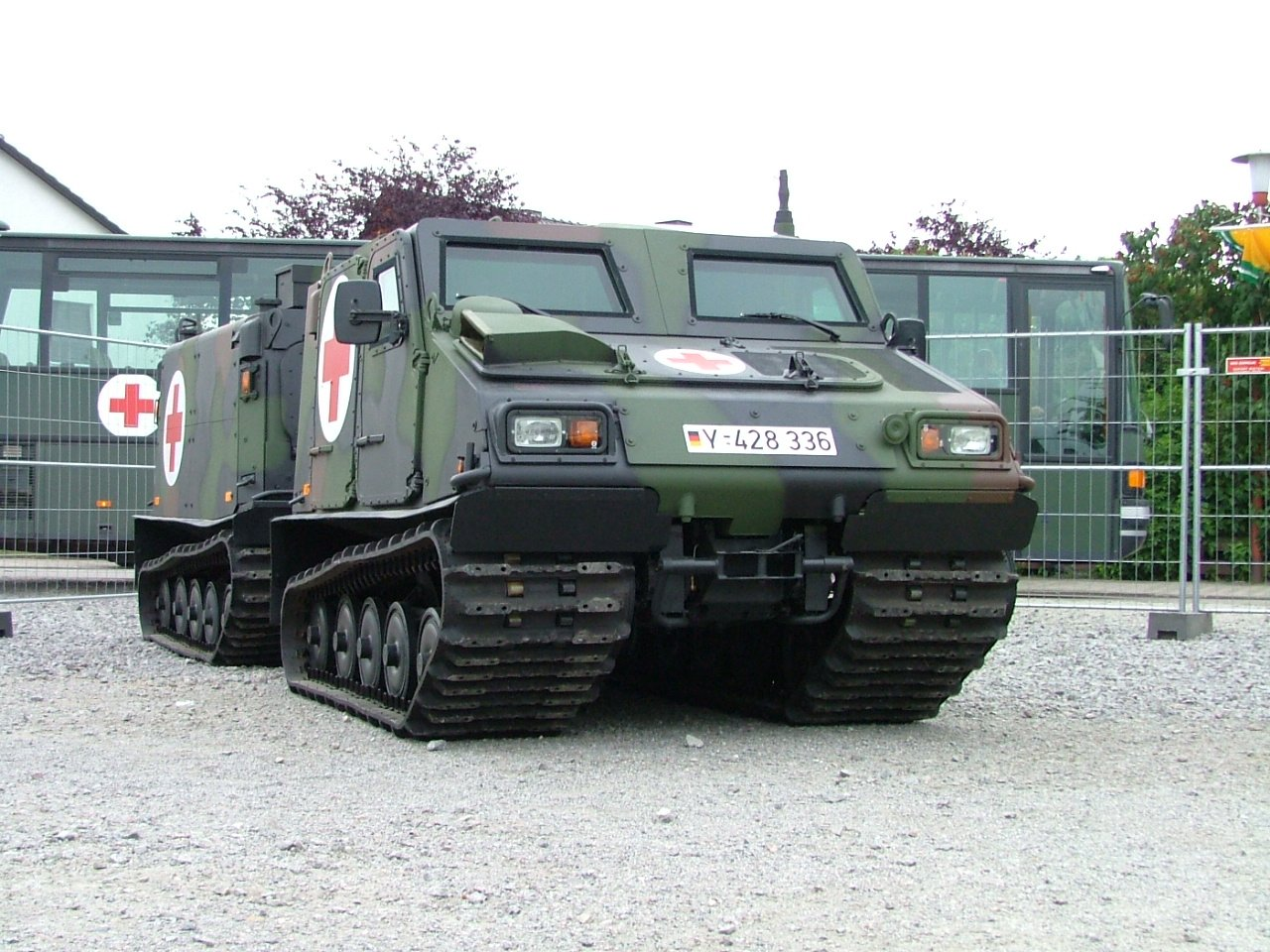
Бронированная медицинская машина на базе BV 206 S «Husky», Германия

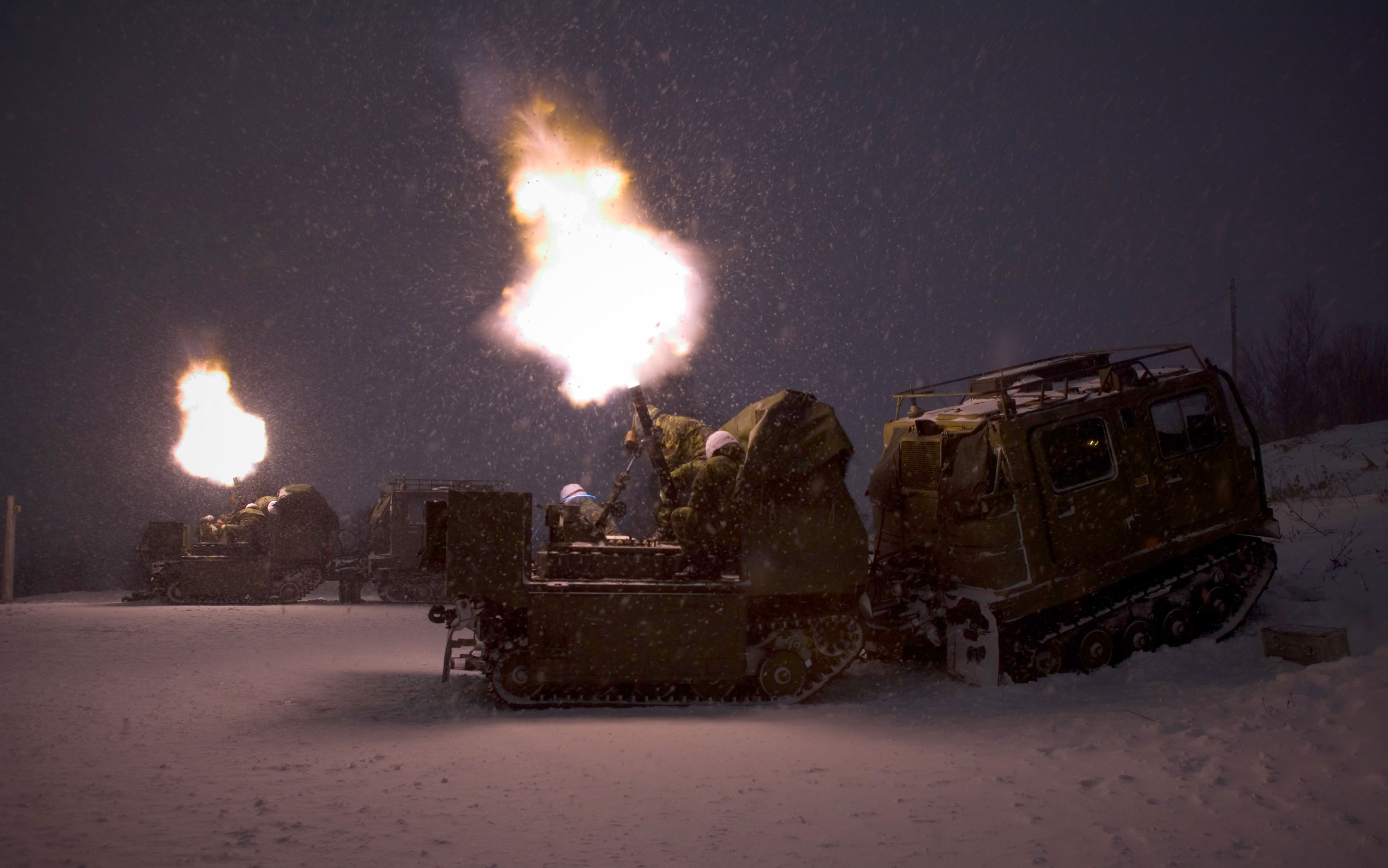
Второе звено приспособлено для перевозки и стрельбы из миномётов, Великобритания

- BV 206 A — вариант санитарного автомобиля, приспособленный для перевозки носилок в дополнительном грузовом отделении.
- BV 206 °F — вариант противопожарного устройства.
- BV 206 S — бронированное грузовое транспортное средство, вариант BV-206, обеспечивающий защиту от лёгкого стрелкового оружия.

Используется вооружёнными силами Франции, Германии (заказано 200 единиц), Испании, Италии (189 единиц), Швеции (50 единиц) и Израиля (около 15 единиц).
Транспортное средство может вмещать водителя и 11 вооружённых солдат: четыре человека в переднем отделении и восемь — в заднем.
BV 206 S можно транспортировать вертолётами Boeing CH-47 Chinook и Sikorsky CH-53 E Super Stallion или перевезти в самолёте Lockheed C-130 Hercules.
Канадские войска, принимая участие в операции «Анаконда» в Афганистане, успешно использовали данное транспортное средство для передвижения по гористой местности с неровным рельефом на полной боевой скорости, позволяющей людям избежать усталости, которую они бы почувствовали, передвигаясь пешком по высокогорной местности в таких условиях.

### BV 206 S 10

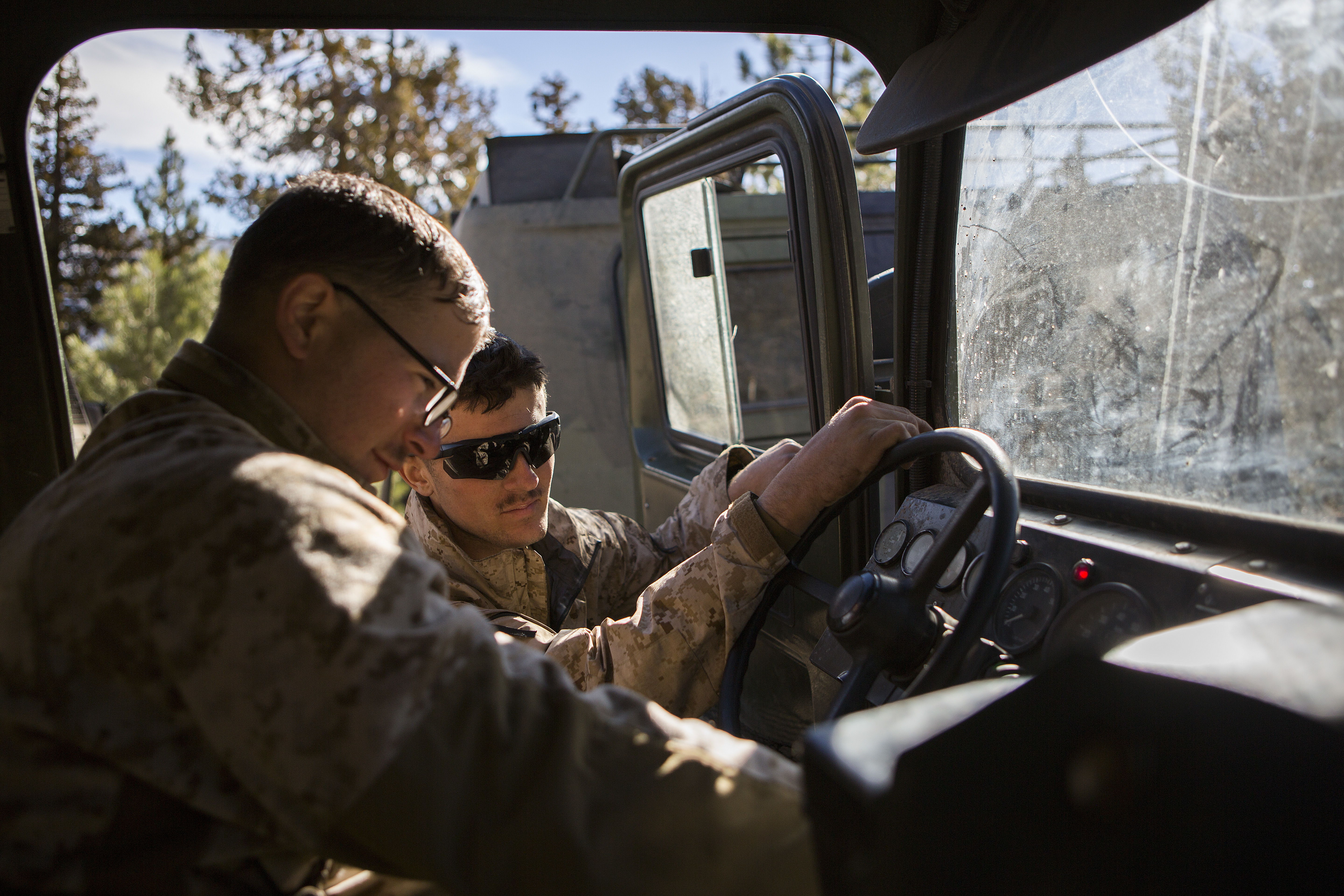
В кабине машины: Водитель за рулём

BV 206 S 10 не следует путать с BV 206 или BV 206 S, это большее по размеру, полностью приспособленное для плавания в воде бронированное транспортное средство, основанное на принципе шарнирной поворачивающейся системы двух кабин, типичной для всех наземных транспортных средств фирмы Haegglunds. Первоначально оно было разработано специально для британских морских пехотинцев и называлось «Викинг». Транспортное средство подверглось разнообразным испытаниям, к нему применялись различные программы по улучшению перед тем, как были заказали 108 вездеходов для дальнейшего использования, с поставкой, начавшейся в 2005 году.
Великобритания на данный момент[уточнить] использует три варианта транспортного средства: вариант для перевозки войск (TCV), приспособленный для перевозки 2 экипажей и 10 пассажиров; командирский вариант (CV), который может перевозить 2 экипажа и до 8 пассажиров, с задней кабиной, оборудованной как усовершенствованная цифровая платформа связи, и транспортное средство для починки и восстановления (RRV), способное перевезти экипаж и 4 специалистов-механиков. Задняя кабина RRV содержит кран HIAB, полностью оснащённую переносную мастерскую, воздушный компрессор, и шпилевую лебёдку грузоподъёмностью 9 тонн вместе с гидравлическими якорями. Все три варианта могут переноситься по воздуху при помощи вертолёта CH-47 Chinook (или целиком, или отдельно заднюю и переднюю части), они также полностью оборудованы для плавания, они способны плавать в различных морях при полной загрузке пассажирами и грузом.
74 вездехода BV 206 S 10 заказала морская пехота Нидерландов, и они будут доставлены[когда?]. Основное отличие от более ранней версии BV 206 состоит в более мощном двигателе Cummins объёмом 5,9 л., улучшенной очистке территории и недавно разработанном шасси, улучшенном рулевом управлении, которое обеспечивает значительное увеличение скорости и комфорта на дорогах и при переезде по бездорожью, равно как и увеличение грузоподъёмности (до 5 тонн), а также возможность добавлять различные дополнительные модульные подсистемы, такие как дополнительное вооружение, оружейные установки, установки по замене груза и грузовые платформы.
33 британских «Викинга» использовались в Афганистане в конце лета 2006 года, когда королевские морские пехотинцы формировали парашютные воинские части в провинции Гильменд, по причине их способности передвигаться на большой скорости по труднопроходимой местности. Также их преимущество состоит в том, что они слишком лёгкие для активизации большинства противотанковых мин, применявшихся в этой местности. Дополнительно они были оснащены устройствами активной защиты бронированных транспортных средств (антигранатомётные установки), уже доказавшими свою эффективность в боевой ситуации в Ираке.

### Другие варианты

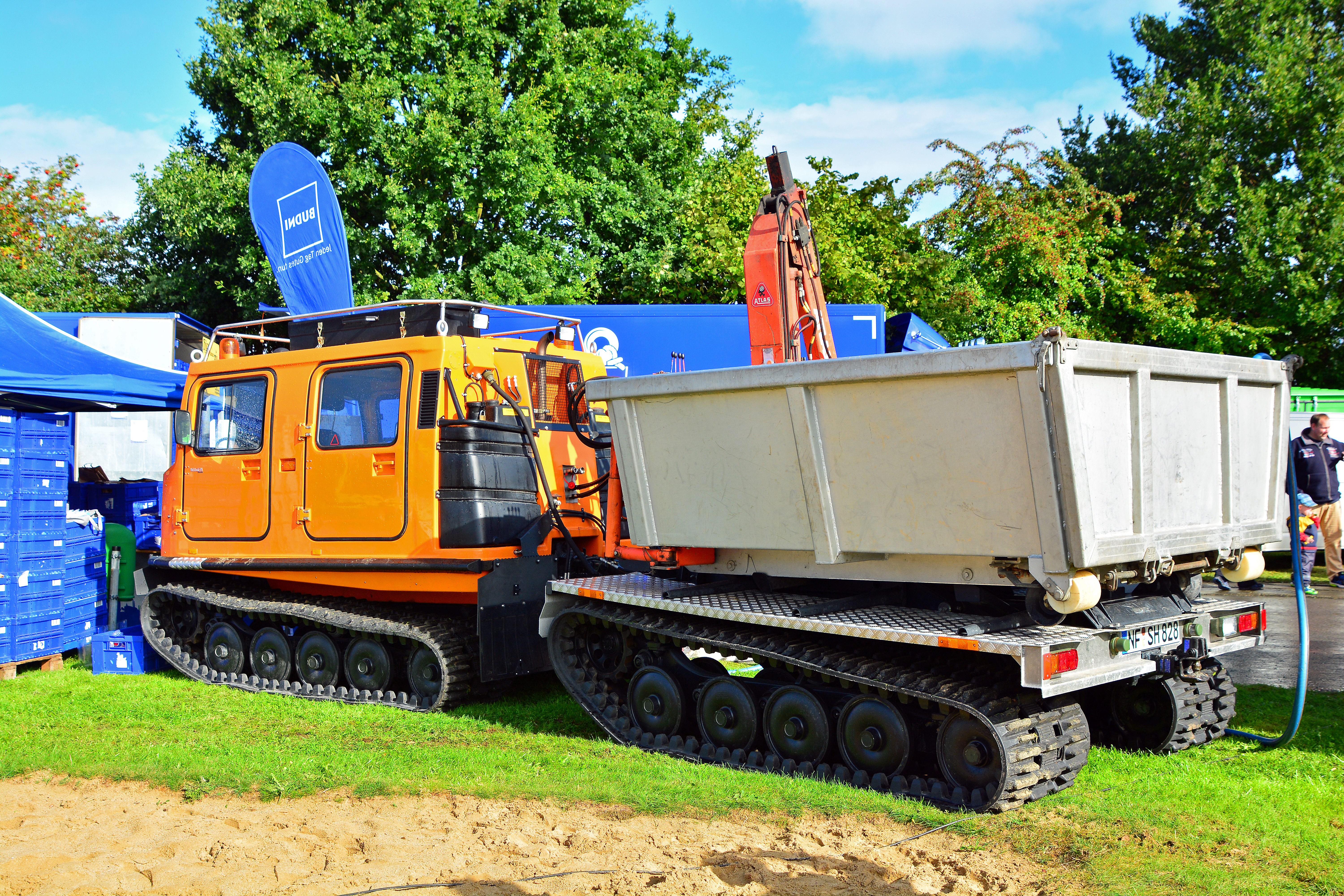
С установленными на грузовой платформе второго звена краном-манипулятором и съёмным грузовым кузовом

Существует множество других вариантов, включая грузовой прицеп, прицеп для топлива, радар, командный пост и радиотрансляционный пункт. Эти транспортные средства можно легко приспособить под определённые нужды заказчика. В Малайзии используется 80 транспортных средств BV 206, некоторые из которых оснащены радаром Arthur.

### Российские варианты
В России альянс компаний «Восток-Запад» на базе этого вездехода производит спецтехнику:
- медицинский модуль
- пожарно-спасательный модуль
- аварийно-спасательный модуль
- Сварочная станция
- Электростанция
- Кран-манипулятор
- Экскаватор
- Буровой комплекс
- Топливозаправщик
- Бронетранспортер "КУБ"
- Внедорожный прицеп-амфибия

Заволжский завод гусеничных тягачей (Группа ГАЗ) также занимался производством модели ГАЗ-3351 с 2012 года, но в настоящее время выпуск прекращен, модель с официального сайта ЗЗГТ удалена.
Некоторые источники утверждают, что машина производилась в России по лицензии Hägglunds, но учитывая, что выпуск оригинальной шведской модели BV-206 давно прекращен, а ГАЗ-3351 произведено очень мало, более вероятным представляется, что компания восстанавливала и капитально ремонтировала старую технику. Лицензия для этого не требуется.

## Технические характеристикиBV-206
- Двигатель: Mercedes-Benz, 3 л. турбодизель, мощность 136 л.с. при 5200 об/мин; Ford, 2,8 л. бензиновый, мощность 136 л.с. при 5200 об/мин
- Трансмиссия: Daimler-Benz W4A-040 5-ступенчатая автоматическая
- Раздаточная коробка: Hägglunds 2-ступенчатая, повыш. 1,28:1, пониж. 2,11:1
- Тормозная система: Гидравлическая дисковая
- Генератор: Батарея 24 В 100 А (2 шт), или 2 по 12 В 105 А (2 шт)
- Преодоление уклонов
- Твёрдая поверхность: 100 % (45 град.),
- Глубокий снег: 30 % (17 град.)
- Температурный режим: От −40 до +46 °С, система отопления и вентиляции
- Топливный бак: 160 л + 2 канистры по 20 л
- Давление на грунт: Передняя часть ТС — 11,8 кПа, задняя часть ТС — 13,8 кПа
- Дальность движения: 330 км
- Рулевое управление: Руль с гидроусилением
- Гусеничный трак: Усиленный штампованный с кордом 0,6 м, 4 гусеницы с приводом
- Диски: Из спецсостава
- Посадочные места: 6 в передней части ТС, 11 в задней части ТС
- Материал кузова: Усиленный фибропластик с изоляцией из пенопласта
- Снаряжённая масса: Передняя часть — 2740 кг, задняя часть — 1760 кг
- Грузоподъёмность: Передняя часть — 630 кг, задняя часть 1610 кг

## На вооружении
- Германия — 75 Bv-206S на вооружении по состоянию на 2024 год[9].
- Испания — 20 Bv-206S на вооружении по состоянию на 2024 год[10].
- Италия — 138 Bv-206S на вооружении по состоянию на 2024 год[11].